# 落ちた偶像

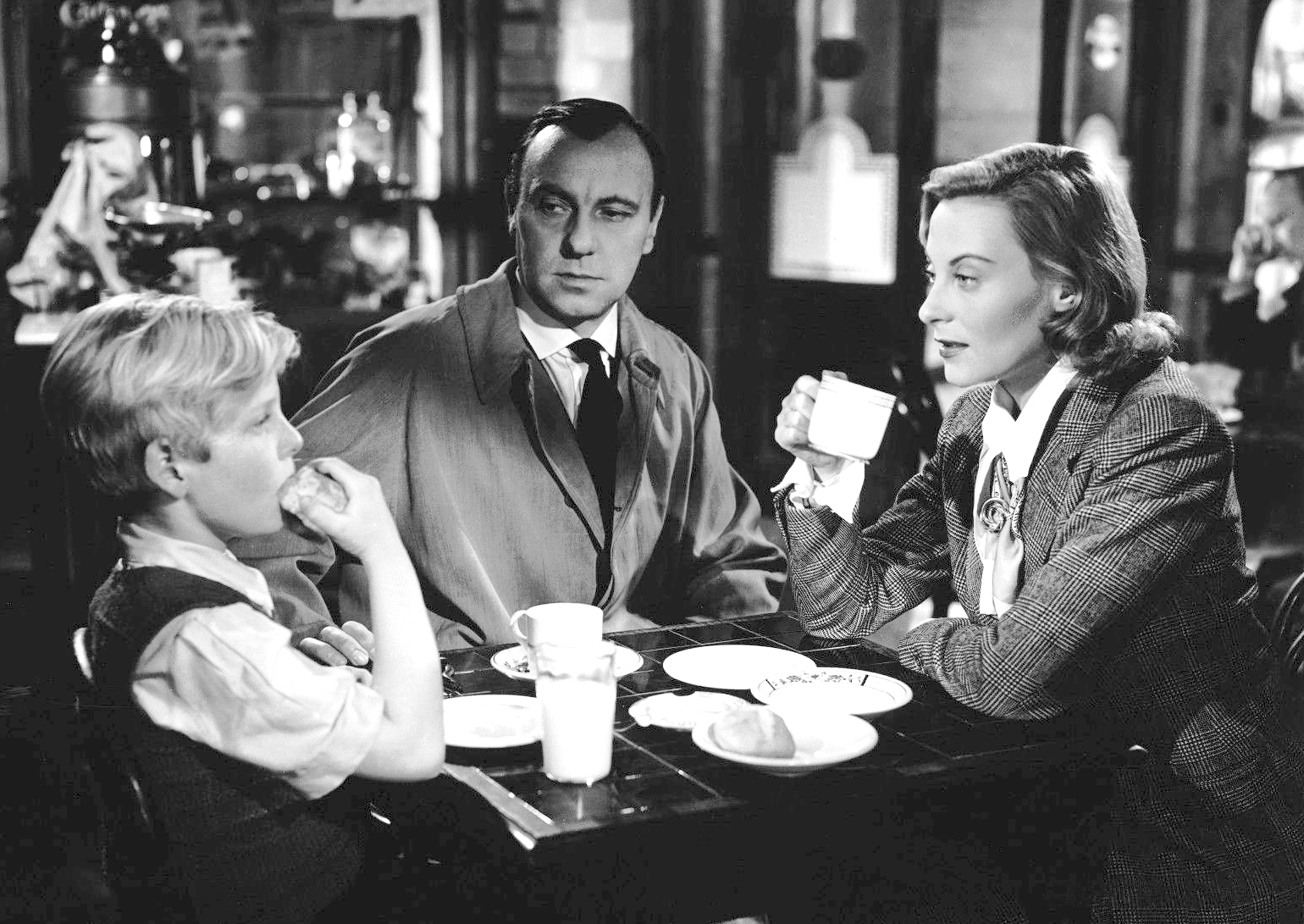
左からボビー・ヘンリー、ラルフ・リチャードソン、ミシェル・モルガン

『落ちた偶像』（おちたぐうぞう、原題: The Fallen Idol）は、1948年のイギリスのミステリ映画。
グレアム・グリーンの短編小説『地下室』（The Basement Room）をグリーン自らの脚色（レスリー・ストームとウィリアム・テンプルトンが台詞執筆）で映画化した作品である。

## キャスト
- ベインズ: ラルフ・リチャードソン - 大使館の執事。
- ジュリー: ミシェル・モルガン - 大使館勤めの若いタイピスト。ベインズと不倫中。
- ベインズ夫人: ソニア・ドレスデル（英語版） - ベインズの妻。夫婦仲は冷めている。
- フィリップ: ボビー・ヘンリー（英語版）（吹き替え: 北条美智留） - ロンドン駐在の某国大使の息子。ベインズを慕っている。
- クロウ: デニス・オディア（英語版） - 警部補。
- エイムズ: ジャック・ホーキンス - 刑事。